# المعهد العربي للسينما والإعلام
المعهد العربي للسينما والإعلام  هو منصة تستهدف إيجاد ورعاية وتشبيك وتطوير المشروعات السينمائية والإعلامية وتمكين المواهب العربية لسرد حكايات مجتمعاتهم بأصواتهم.
ويقوم المعهد العربي للفيلم والإعلام بتنظيم مهرجان الفيلم العربي، الذي يعد أكبر وأقدم مهرجان في الولايات المتحدة حيث يتم اكتشاف ودعم صُنَّاع الأفلام العرب والأمريكان ذوي الأصول العربية.
يسعى المعهد العربي للفيلم والإعلام إلى تغيير منظور الناس للعالم عبر الأفلام العربية.